# Raffaele Paolino
Raffaele Paolino (Milano, 4 aprile 1969) è un ex calciatore italiano, di ruolo attaccante.

## Carriera
Scoperto dal vulcanico presidente Agostino Cascella, muove i primi passi in società dell'hinterland milanese quali Spezia Visconti, Gescal Boys e Parabiago.
Ben presto si fa notare dall'Inter, che lo inserisce nelle proprie giovanili. In nerazzurro vince il campionato Primavera 1988-1989, ma il suo esordio da professionista avviene con la maglia del Cagliari, in Serie B, nel 1989: qui conquista una promozione che gli permette, la stagione successiva, di collezionare 20 presenze in Serie A con i sardi.
Terminato il prestito, nel 1991 passa al Venezia, dove disputa una stagione prima di accasarsi col Modena dove rimane per quattro anni.
Nel 1996 un nuovo trasferimento, destinazione Carpi, prima di concludere la carriera da professionista nel 1998, a soli 29 anni ,con la maglia dell'Ospitaletto, squadra bresciana di Serie C2.
In seguito Paolino gioca con squadre dilettantistiche della periferia milanese, fra le quali Real Accademia, AP Cusago e Triestina 1946.
Dal 2016 allena le squadre Juniores e Giovanissimi della Folgore Caratese, in Brianza. Nel marzo del 2018 prova un'esperienza con un team italiano all'Ahly Bengasi, squadra libica di Serie A. Nella stagione 2018-2019 è il direttore sportivo del Cantù Calcio, mentre nell'annata 2019-2020 è il direttore sportivo dell'AC Mazzo 80.
Nel 2023 passa ad allenare il Trinità, squadra sarda di Seconda Categoria.